# Saison 7 des Frères Scott
Chronologie
Saison 6 Saison 8
Cet article présente le guide des épisodes de la septième saison de la série télévisée Les Frères Scott.

## Personnages principaux
- James Lafferty (VF : Franck Tordjman) (Nathan Scott) (22/22)
- Bethany Joy Lenz (VF : Nathalie Gazdik) (Haley James Scott) (22/22)
- Sophia Bush (VF : Barbara Delsol) (Brooke Davis) (22/22)
- Austin Nichols (VF : Pascal Nowak) (Julian Baker) (22/22)
- Robert Buckley (VF : Axel Kiener) (Clayton "Clay" Evans) (22/22)
- Shantel VanSanten (VF : Nathalie Spitzer) (Quinn James) (22/22)
- Jackson Brundage (VF : Gwenaëlle Jegou) (James "Jamie" Scott) (16/22)
- Lee Norris (VF : Olivier Podesta) (Marvin "Micro" McFadden) (18/22)
- Antwon Tanner (VF : Vincent Barazzoni) (Antwon "Skills" Taylor) (11/22)
- Jana Kramer (VF : Caroline Pascal) (Alex Dupré) (20/22)
- Lisa Goldstein (VF : Alexandra Garijo puis Noémie Orphelin) (Millicent Huxtable) (19/22)
- Paul Johansson (VF : Mathieu Buscatto) (Dan Scott) (13/22)

### Acteurs récurrents
- Danneel Harris (VF : Aurélia Bruno) : Rachel Gatina
- Vaughn Wilson (VF : Fabrice Trojani) : Ferguson « Fergie » Thompson
- Cullen Moss (VF : Charles Pestel) : Jonathan « Junk » Moretti
- Bess Armstrong (VF : Marie Lenoir) : Lydia Brigard-James
- Lindsey McKeon (VF : Noémie Orphelin) : Taylor James
- Michael May (VF : Valentin Maupin) : Chuck Scolnik
- Stephen Colletti (VF : Charles Germain) : Chase Adams
- Daphne Zuniga (VF : Déborah Perret) : Victoria Davis
- Kate Voegele (VF : Véronique Soufflet) : Mia Catalano
- Joe Manganiello (VF : Benoît DuPac) : Owen Morello
- Gregory Harrison (VF : Pierre Laurent) : Paul Norris
- Allison Munn (VF : Céline Ronté) : Lauren
- India de Beaufort (VF : Marie Diot) : Miranda Stone
- Scott Holroyd (en) (VF : Laurent Mantel) : David Lee Fletcher
- Amanda Schull (VF : Sauvane Delanoë / Julie Turin) : Sara Evans / Katie Ryan
- Mike Grubbs (VF : Boris Rehlinger) : Michael Grubbs
- Mitch Ryan (VF : Damien Ferrette) : Alexander Coyne
- Kate French (VF : Karine Texier) : Renée Richardson

## Épisode 1:Jamais loin de toi
4:30 AM (Apparently They Were Travelling Abroad)
- 'Titre français: Une nouvelle époque'

- États-Unis : 14 septembre 2009
- France : 4 septembre 2010 sur TF1
- Suisse : 4 septembre 2010 sur TSR1
- Québec : 2 novembre 2010 sur VRAK.TV[1]

- États-Unis : 2,55 millions de téléspectateurs[2] (première diffusion)

- Allison Munn (Lauren)
- India de Beaufort (Miranda Stone)
- Kate French (Renee Richardson)
- Jerry Rice (Lui-même)

## Épisode 2:Qui perd gagne
- États-Unis : 21 septembre 2009
- France : 4 septembre 2010 sur TF1
- Suisse : 4 septembre 2010 sur TSR1
- Québec : 9 novembre 2010 sur VRAK.TV

- États-Unis : 2,30 millions de téléspectateurs[3] (première diffusion)

- Danneel Harris (Rachel Gatina Scott)
- Jana Kramer (Alex Dupre)
- Kate Voegele (Mia Catalano)
- Allison Munn (Lauren)
- Kate French (Renee Richardson)
- India de Beaufort (Miranda Stone)
- Gregory Harrison (Paul Norris)

## Épisode 3:La Vérité rien que la vérité
France
- États-Unis : 28 septembre 2009
- Suisse : 4 septembre 2010 sur TSR1
- France : 11 septembre 2010 sur TF1
- Québec : 16 novembre 2010 sur VRAK.TV

- États-Unis : 2,51 millions de téléspectateurs[4] (première diffusion)

- Danneel Harris (Rachel Gatina Scott)
- Jana Kramer (Alex Dupre)
- Kate French (Renee Richardson)
- Scott Holroyd (David)

## Épisode 4:Quand le scandale éclate...
- États-Unis : 5 octobre 2009
- Suisse : 11 septembre 2010 sur TSR1
- France : 11 septembre 2010 sur TF1
- Québec : 23 novembre 2010 sur VRAK.TV

- États-Unis : 2,13 millions de téléspectateurs[5] (première diffusion)

- Jana Kramer (Alex Dupre)
- Kate French (Renee Richardson)
- Scott Holroyd (David)
- India de Beaufort (Miranda Stone)
- Stephen Colletti (Chase Adams)
- Daphne Zuniga (Victoria Davis)
- Noisettes

## Épisode 5:Tu ne tromperas point
- États-Unis : 12 octobre 2009
- Suisse : 11 septembre 2010
- France : 18 septembre 2010
- Québec : 30 novembre 2010 sur VRAK.TV

- États-Unis : 2,55 millions de téléspectateurs[6] (première diffusion)

- Danneel Harris (Rachel Gatina Scott)
- Jana Kramer (Alex Dupre)
- Kate Voegele (Mia Catalano)
- Kate French (Renee Richardson)
- Scott Holroyd (David)

## Épisode 6:En eaux troubles
- États-Unis : 19 octobre 2009
- Suisse : 11 septembre 2010
- France : 18 septembre 2010
- Québec : 7 décembre 2010 sur VRAK.TV

- États-Unis : 2,21 millions de téléspectateurs[7] (première diffusion)

- Danneel Harris (Rachel Gatina Scott)
- Kate Voegele (Mia Catalano)
- Stephen Colletti (Chase Adams)
- Jana Kramer (Alex Dupre)
- Kate French (Renee Richardson)
- Amanda Schull (Sara Evans)

## Épisode 7:Surprises sur prises
- États-Unis : 26 octobre 2009
- Suisse : 18 septembre 2010 sur TSR1
- France : 25 septembre 2010
- Québec : 14 décembre 2010 sur VRAK.TV

- États-Unis : 2,67 millions de téléspectateurs[8] (première diffusion)

- Danneel Harris (Rachel Gatina Scott)
- Kate French (Renee Richardson)
- Scott Holroyd (David)
- Amanda Schull (Sara Evans)

## Épisode 8:Bandes à part
- États-Unis : 2 novembre 2009
- Suisse : 18 septembre 2010 sur TSR1
- France : 2 octobre 2010
- Québec : 21 décembre 2010 sur VRAK.TV[9]

- États-Unis : 2,32 millions de téléspectateurs[10] (première diffusion)

- Danneel Harris (Rachel Gatina Scott)
- Amanda Schull (Sara Evans)
- Lorna Raver (Zelda)

## Épisode 9:Toujours plus loin
- États-Unis : 9 novembre 2009
- Suisse : 25 septembre 2010 sur TSR1
- France : 2 octobre 2010
- Québec : 4 janvier 2011 sur VRAK.TV[11]

- États-Unis : 2,67 millions de téléspectateurs[12] (première diffusion)

- Danneel Harris (Rachel Gatina Scott)
- Jana Kramer (Alex Dupre)
- Stephen Colletti (Chase Adams)
- India de Beaufort (Miranda Stone)
- Michael Grubbs (Grubbs)

## Épisode 10:La Fin d'une amitié...
- États-Unis : 16 novembre 2009
- Suisse : 25 septembre 2010 sur TSR1
- France : 9 octobre 2010
- Québec : 11 janvier 2011

- États-Unis : 2,63 millions de téléspectateurs[13] (première diffusion)

- Danneel Harris (Rachel Gatina Scott)
- Jana Kramer (Alex Dupre)
- Daphne Zuniga (Victoria Davis)
- Allison Munn (Lauren)
- Michael Grubbs (Grubbs)

## Épisode 11:Rester ou partir
- États-Unis : 30 novembre 2009
- Suisse : 2 octobre 2010 sur TSR1
- France : 9 octobre 2010
- Québec : 18 janvier 2011

- États-Unis : 2,40 millions de téléspectateurs[14] (première diffusion)

- Danneel Harris (Rachel Gatina Scott)
- Jana Kramer (Alex Dupre)
- Daphne Zuniga (Victoria Davis)
- Allison Munn (Lauren)
- India de Beaufort (Miranda Stone)
- Vaughn Wilson (Fergie Thompson)

## Épisode 12:Comment se dire au revoir?
- États-Unis : 7 décembre 2009
- Suisse : 2 octobre 2010 sur TSR1
- France : 16 octobre 2010
- Québec : 25 janvier 2011

- États-Unis : 2,57 millions de téléspectateurs[15] (première diffusion)

- Danneel Harris (Rachel Gatina Scott)
- Jana Kramer (Alex Dupre)
- Mitch Ryan (Alexander Coyne)
- Daphne Zuniga (Victoria Davis)
- Allison Munn (Lauren)
- India de Beaufort (Miranda Stone)
- Michael Grubbs (Grubbs)

## Épisode 13:Le Temps d'un été
- États-Unis : 18 janvier 2010
- Suisse : 9 octobre 2010 sur TSR1
- France : 16 octobre 2010
- Québec : 1er février 2011

- États-Unis : 2,18 millions de téléspectateurs[16] (première diffusion)

- Jana Kramer (Alex Dupre)
- Daphne Zuniga (Victoria Davis)
- Lindsey McKeon (Taylor James)
- Scott Holroyd (David)
- Mitch Ryan (Alexander Coyne)

## Épisode 14:Les Sœurs fâchées
- États-Unis : 25 janvier 2010
- Suisse : 9 octobre 2010 sur TSR1
- France : 23 octobre 2010
- Québec : 8 février 2011

- États-Unis : 2,20 millions de téléspectateurs[17] (première diffusion)

- Daphne Zuniga (Victoria Davis)
- Lindsey McKeon (Taylor James)
- Scott Holroyd (David)
- Mitch Ryan (Alexander Coyne)
- Gregory Harrison (Paul Norris)
- Allison Munn (Lauren)
- Sasha Jackson (Kylie)

## Épisode 15:Retour au lycée
- États-Unis : 1er février 2010
- Suisse : 16 octobre 2010 sur TSR1
- France : 23 octobre 2010 sur TF1
- Québec : 15 février 2011

- États-Unis : 2,15 millions de téléspectateurs[18] (première diffusion)

- Mitch Ryan (Alexander Coyne)
- Cheap Trick
- Cullen Moss (Junk)
- Vaughn Wilson (Fergie Thompson)
- Sasha Jackson (Kylie)
- Michael Grubbs (Grubbs)

## Épisode 16:Triste Nouvelle
- États-Unis : 8 février 2010
- Suisse : 16 octobre 2010 sur TSR1
- France : 30 octobre 2010
- Québec : 22 février 2011

- États-Unis : 2,17 millions de téléspectateurs[19] (première diffusion)

- Bess Armstrong (Lydia James)
- Lindsey McKeon (Taylor James)
- Mitch Ryan (Alexander Coyne)
- Gregory Harrison (Paul Norris)
- Daphne Zuniga (Victoria Davis)
- India de Beaufort (Miranda Stone)
- Michael Grubbs (Grubbs)

## Épisode 17:Se battre jusqu'au bout
- États-Unis : 15 février 2010
- Suisse : 23 octobre 2010 sur TSR1
- France : 30 octobre 2010
- Québec : 1er mars 2011

- États-Unis : 1,87 million de téléspectateurs[20] (première diffusion)

- Bess Armstrong (Lydia James)
- Daphne Zuniga (Victoria Davis)
- Mitch Ryan (Alexander Coyne)
- Allison Munn (Lauren)
- Joe Manganiello (Owen Morello)
- Amanda Schull (Katie Ryan)
- India de Beaufort (Miranda Stone)
- Michael Grubbs (Grubbs)

## Épisode 18:Derniers Instants
- États-Unis : 22 février 2010
- Suisse : 23 octobre 2010 sur TSR1
- France : 6 novembre 2010 sur TF1
- Québec : 8 mars 2011

- États-Unis : 2,23 millions de téléspectateurs[21] (première diffusion)

- Bess Armstrong (Lydia James)
- Antwon Tanner (Antwon "Skills" Taylor)
- Lindsey McKeon (Taylor James)
- Allison Munn (Lauren)
- Amanda Schull (Katie Ryan)
- Mitch Ryan (Alexander Coyne)
- Gregory Harrison (Paul Norris)
- Daphne Zuniga (Victoria Davis)
- Paul Teal (Josh)

## Épisode 19:Une question d'image
- États-Unis : 26 avril 2010
- Suisse : 30 octobre 2010 sur TSR1
- France : 13 novembre 2010
- Québec : 15 mars 2011

- États-Unis : 2,01 millions de téléspectateurs[22] (première diffusion)

- Antwon Tanner (Antwon "Skills" Taylor)
- Allison Munn (Lauren)
- Amanda Schull (Katie Ryan)
- Mitch Ryan (Alexander Coyne)
- India de Beaufort (Miranda Stone)
- Stephen Colletti (Chase Adams)
- Gregory Harrison (Paul Norris)
- Daphne Zuniga (Victoria Davis)
- Paul Teal (Josh Avery)

## Épisode 20:Rien ne va plus
- États-Unis : 3 mai 2010
- Suisse : 30 octobre 2010 sur TSR1
- France : 13 novembre 2010
- Québec : 22 mars 2011

- États-Unis : 1,95 million de téléspectateurs[23] (première diffusion)

- Antwon Tanner (Antwon "Skills" Taylor)
- Allison Munn (Lauren)
- Amanda Schull (Katie Ryan)
- Mitch Ryan (Alexander Coyne)
- India de Beaufort (Miranda Stone)
- Michael Grubbs (Grubbs)
- Gregory Harrison (Paul Norris)
- Daphne Zuniga (Victoria Davis)
- Paul Teal (Josh Avery)
- Cullen Moss (Junk)
- Vaughn Wilson (Fergie Thompson)

## Épisode 21:Confidences pour confidences
- États-Unis : 10 mai 2010
- Suisse : 6 novembre 2010 sur TSR1
- France : 20 novembre 2010
- Québec : 29 mars 2011

- États-Unis : 2,10 millions de téléspectateurs[24] (première diffusion)

## Épisode 22:Grande Première
- États-Unis : 17 mai 2010
- Suisse : 6 novembre 2010 sur TSR1
- France : 20 novembre 2010
- Québec : 5 avril 2011 sur VRAK.TV[25]

- États-Unis : 2,02 millions de téléspectateurs[26] (première diffusion)

- Antwon Tanner (Antwon "Skills" Taylor)
- Stephen Colletti (Chase Adams)
- Kate Voegele (Mia Catalano)
- Gregory Harrison (Paul Norris)
- Paul Teal (Josh Avery)
- Amanda Schull (Katie Ryan)

## Audiences aux États-Unis
La septième saison de Les Frères Scott  (One Tree Hill) a réuni 2,29 millions de téléspectateurs américains. 
| N° Épisode | Titre français                                               | Chaîne | Date de diffusion originale | États-Unis (en millions de téléspectateurs) |
| ---------- | ------------------------------------------------------------ | ------ | --------------------------- | ------------------------------------------- |
| 1          | 4:30 AM                                                      | The CW | 14 septembre 2009           | 2,55                                        |
| 2          | What Are You Willing to Lose                                 | The CW | 21 septembre 2009           | 2,30                                        |
| 3          | Hold My Hand As I'm Lowered                                  | The CW | 28 septembre 2009           | 2,51                                        |
| 4          | Believe Me, I'm Lying                                        | The CW | 5 octobre 2009              | 2,13                                        |
| 5          | You Cheatin' Heart                                           | The CW | 12 octobre 2009             | 2,55                                        |
| 6          | Deep Ocean Vast Sea                                          | The CW | 19 octobre 2009             | 2,21                                        |
| 7          | I and Love and You                                           | The CW | 26 octobre 2009             | 2,67                                        |
| 8          | (I Just) Died In Your Arms                                   | The CW | 2 novembre 2009             | 2,32                                        |
| 9          | Now You Lift Your Eyes to the Sun                            | The CW | 9 novembre 2009             | 2,68                                        |
| 10         | You Are a Runner and I Am My Father's Son                    | The CW | 16 novembre 2009            | 2,63                                        |
| 11         | You Know I Love You, Don't You                               | The CW | 30 novembre 2009            | 2,40                                        |
| 12         | Some Roads Lead Nowhere                                      | The CW | 7 décembre 2009             | 2,57                                        |
| 13         | Weeks Go By Like Days                                        | The CW | 18 janvier 2010             | 2,18                                        |
| 14         | Family Affair                                                | The CW | 25 janvier 2010             | 2,20                                        |
| 15         | Don't You Forget About Me                                    | The CW | 1er février 2010            | 2,15                                        |
| 16         | My Attendance Is Bad But My Intentions Are Good              | The CW | 8 février 2010              | 2,17                                        |
| 17         | At the Bottom of Everything                                  | The CW | 15 février 2010             | 1,87                                        |
| 18         | The Last Day of Our Acquaintance                             | The CW | 22 février 2010             | 2,27                                        |
| 19         | Every Picture Tells a Story                                  | The CW | 26 avril 2010               | 2,01                                        |
| 20         | Learning To Fail                                             | The CW | 3 mai 2010                  | 1,95                                        |
| 21         | What's In the Ground Belongs to You                          | The CW | 10 avril 2010               | 2,10                                        |
| 22         | Almost Everything I Wish I’d Said The Last Time I Saw You... | The CW | 17 mai 2010                 | 2,02                                        |